# Guillermo José Chaminade
Guillermo José Chaminade (en francés: Guillaume-Joseph Chaminade; Périgueux, Dordoña, 8 de abril de 1761-Burdeos, 22 de enero de 1850) fue un sacerdote católico francés fundador de la Compañía de María y de la Familia Marianista. Fue beatificado el 3 de septiembre de 2000 por el papa Juan Pablo II.

## Orígenes familiares y niñez
Guillermo nació en una familia numerosa: era el hijo decimocuarto de Blas Chaminade, comerciante de tejidos, y de Catalina Bethon. En ese hogar recibió una educación cristiana que le inculcó el realismo, el espíritu de fe y una vocación al servicio de la Iglesia. Algunos de sus hermanos habían ingresado en la vida religiosa: el mayor, Juan Bautista, perteneció a la Compañía de Jesús hasta que fue disuelta. Y Guillermo aprendió de él cómo ser fiel a unos compromisos aun estando secularizado a la fuerza. Este hermano fue quien le preparó espiritualmente en su infancia y le orientó vocacionalmente en la juventud. Cuando recibe el sacramento de la Confirmación, añade el nombre de José al suyo propio, prefiriendo este nuevo nombre a partir de ese momento. 
Sus primeros años de estudiante los pasó en el Colegio San Carlos en Mussidan, fundado por una congregación de sacerdotes que pronto ceden la dirección y la animación educativa de la obra a tres de los hermanos Chaminade, entre ellos a Guillermo. Primero como alumno, luego como profesor, administrador y capellán, pasará allí veinte años que serán cruciales en su formación. Se ordena sacerdote poco antes de que estalle la Revolución francesa en París en 1789. Precisamente le toca a él actuar como delegado para nombrar diputado eclesiástico a los Estados Generales. La diócesis de Perigueux rechaza a su obispo como diputado. El 12 de julio de 1790 se publica la “Constitución civil del clero”: los sacerdotes serán ahora funcionarios del Estado. Se establece la supresión de conventos y órdenes religiosas; obispos y clero serán elegidos por el pueblo. Los hermanos Chaminade, como una gran parte del clero francés, rechazan el juramento a esta Constitución. En el colegio de Mussidan, la situación es insostenible, y los Chaminade deben abandonar la dirección. Guillermo José se despide de la Virgen de la Roca, a orillas del Isle, imagen de María que había sido testigo de su compromiso de educador de la juventud en la ciudad, y emigra a Burdeos.

## 1790 Burdeos: la Revolución Francesa
A la llegada a la capital de la Gironde, los vicarios le acogen y le informan de la situación todavía pacífica de la ciudad: tres iglesias abiertas y tolerancia hacia los sacerdotes no juramentados. Comienza su labor pastoral como sacerdote. Aunque vive legalmente en la calle Dabadie, procura cambiar de domicilio real a menudo. Pronto adquiere una finca a las afueras de Burdeos, “San Lorenzo”, donde lleva a vivir a sus padres, pero que va a servir como escondite en los momentos de persecución, y será el lugar donde nazca la Sociedad de María, última de sus fundaciones. En 1792 se proclama la República y se agudizan las tensiones ideológicas entre jacobinos y girondinos. A pesar de la moderación que parece reinar en Burdeos, se desata la persecución contra los sacerdotes que no juraron la Constitución civil del clero. Se publica un decreto de destierro para todos ellos y se emite una orden expresa de detención para los Chaminade. Guillermo José hace creer que se ha marchado al exilio, pero se queda en la ciudad, junto con otros cien sacerdotes, de los cuales la mitad serán guillotinados en la plaza Gambetta.
El “Terror” que trae Robespierre al sistema que brota con la Revolución, es el periodo más heroico de la juventud de Guillermo José. Ejerce su labor en el barrio de Santa Eulalia sin ninguna seguridad, refugiándose en casas particulares y recurriendo incluso a los disfraces para burlar a la policía que le busca: el calderero o el buhonero al que preguntan los revolucionarios “si ha visto a ese beato Chaminade”. Es el mismo Guillermo José que recorre así las calles, recibiendo avisos a través de los niños para ir a administrar los sacramentos, celebrar la eucaristía o visitar a los enfermos. Son muchos los seglares que arriesgan la vida por asegurar este ministerio pastoral clandestino de Chaminade. De esta época del Terror va a sacar Chaminade dos enseñanzas: la fuerza de la fe en medio de la adversidad, y el papel de los laicos de toda condición y profesión en la vida y misión de la Iglesia.
En 1794, cae Robespierre, cede el Terror y llega un año de calma y cierta libertad. Regresan los exiliados y puede abrir un local para invitar a la oración y la reunión de los cristianos. En este momento se le encomienda una labor importante: reconciliar a los sacerdotes que juraron la Constitución civil del clero. En 1795, nuevo paso a la clandestinidad. Con el periodo de la “guillotina seca” o el “Directorio”, comienza a pensar en la juventud: “Dadme jóvenes apóstoles y transformaremos el mundo”. Crea una agrupación juvenil, esbozo de la futura congregación mariana. Es ya un animador, un líder del apostolado, un hombre alrededor del cual se están reuniendo y formando los futuros militantes seglares de Burdeos.

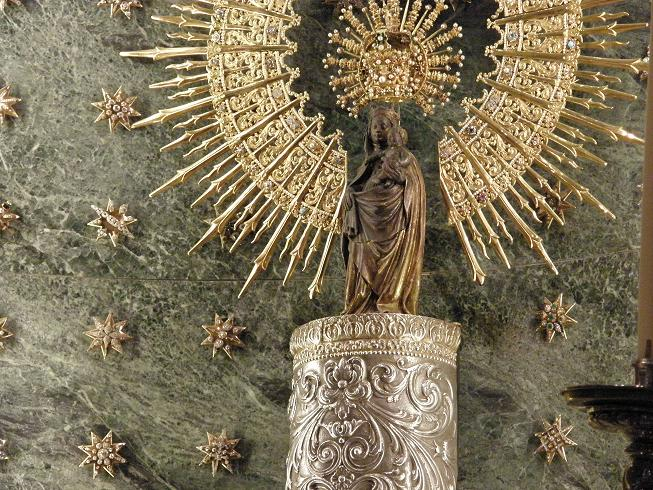
La imagen de María sobre la columna, en la Santa Capilla del Pilar (Zaragoza)

## Destierro en España: Zaragoza
Con el golpe de Estado de Fructidor, los jacobinos recobran el poder. Guillermo José recibe la orden de destierro y el pasaporte. Pasa la frontera con su hermano Luis. El 11 de octubre de 1797, víspera de la fiesta de la Virgen del Pilar, llegan a Zaragoza y quedan asombrados por la solemnidad de la fiesta religiosa en la basílica y en la ciudad. No volverá a Francia hasta septiembre de 1800. Serán tres años cruciales para él. Tras el periodo de destierro y lucha en el Burdeos revolucionario viene ahora una etapa de maduración interior y, sobre todo, de la experiencia de la luz, de la revelación. En España, los sacerdotes exiliados tienen prohibido ejercer el ministerio por miedo a que importen ideas revolucionarias o jansenistas. Los Chaminade se ganan la vida con la artesanía religiosa. Guillermo José entra en contacto con al arzobispo de Auch, quien más tarde le nombrará administrador de la diócesis de Bazas, en Francia. Pero es en la Santa Capilla de la basílica del Pilar donde pasa largas horas de oración. A los pies del Pilar de María, según la tradición marianista, tiene lugar la confirmación de una inspiración que se ha ido gestando estos años: a la vuelta a Francia, hay muchas formas que ya no valen, incluso un estilo eclesial que ha terminado: es preciso una nueva manera de vivir la fe y evangelizar.

## Retorno a Francia: la primera fundación
Después de su destierro regresa en 1800 a Burdeos. A pesar de su fama liberal y moderada, la ciudad ha sido escenario de 300 ejecuciones. Los bordeleses viven ahora más en la indiferencia que en la hostilidad hacia la fe y la Iglesia. Pero es ese clima de indiferencia religiosa lo que Chaminade considera el gran drama moral de su tiempo. En 1801 obtiene de la Santa Sede el título de “misionero apostólico”, que le facilitará su relación con los obispos y aumentará las posibilidades de poner en marcha sus proyectos. En ese momento comienza a reunirse con un grupo de jóvenes a los que quiere convertir en cristianos de intensa vida espiritual y a la vez evangelizadores en la ciudad. A los pocos meses, a principios de 1801 ha nacido su primera fundación: la “Congregación seglar de la Inmaculada”. En los años siguientes, este movimiento eclesial de seglares no solo arraiga y se fortalece, sino que se convierte en un referente importante en la vida cristiana de Burdeos: son comunidades de profunda vida de fe, que se forman, se reúnen en la capilla de la Magdalena (centro de culto y de misión), disciernen cómo actuar en la nueva sociedad y se implican en las parroquias y en la vida eclesiástica de la ciudad.

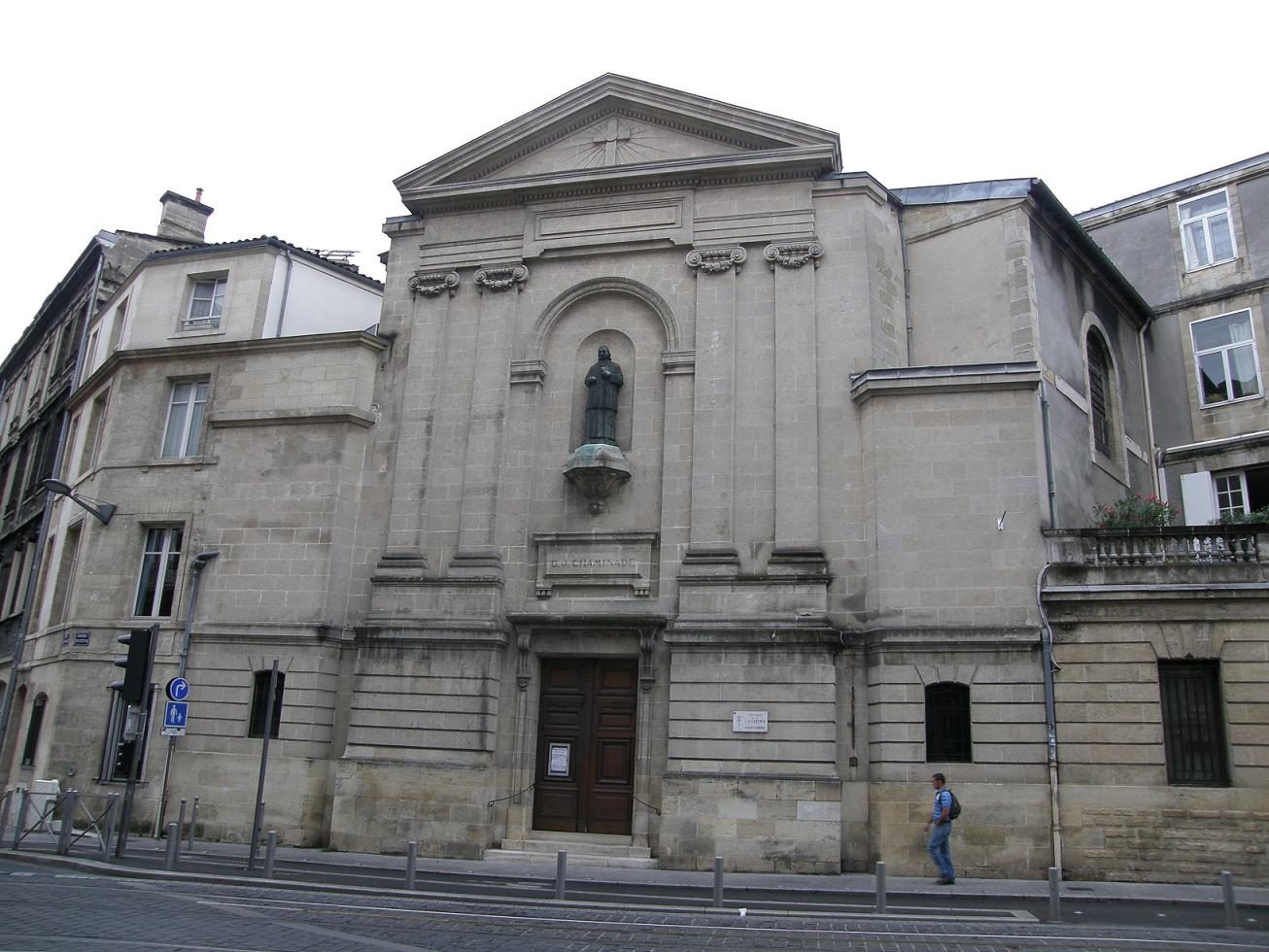
Capilla de la Magdalena y casa del P. Chaminade

Tienen a María, la madre de Jesús, como figura modelo de fe y de misión. Por ello realizan un acto de entrega a la misión de María, que no es otra que la de la propia Iglesia en estado de misión. Es la “Alianza misionera”, que va a estar presente en todas las fundaciones marianistas de Chaminade. Esta congregación mariana de seglares es además un vivero de vocaciones a la vida sacerdotal y religiosa. Mientras tanto, Guillermo José está en relación estrecha con otras figuras cristianas de la nueva Iglesia que surge de sus cenizas en Francia: Teresa Carlota de Lamourous, Pedro Bienvenido Noailles o Adela de Batz de Trenquelléon. Pero esta última merece un capítulo aparte.

## Adela de Batz. La fundación de las Hijas de María Inmaculada

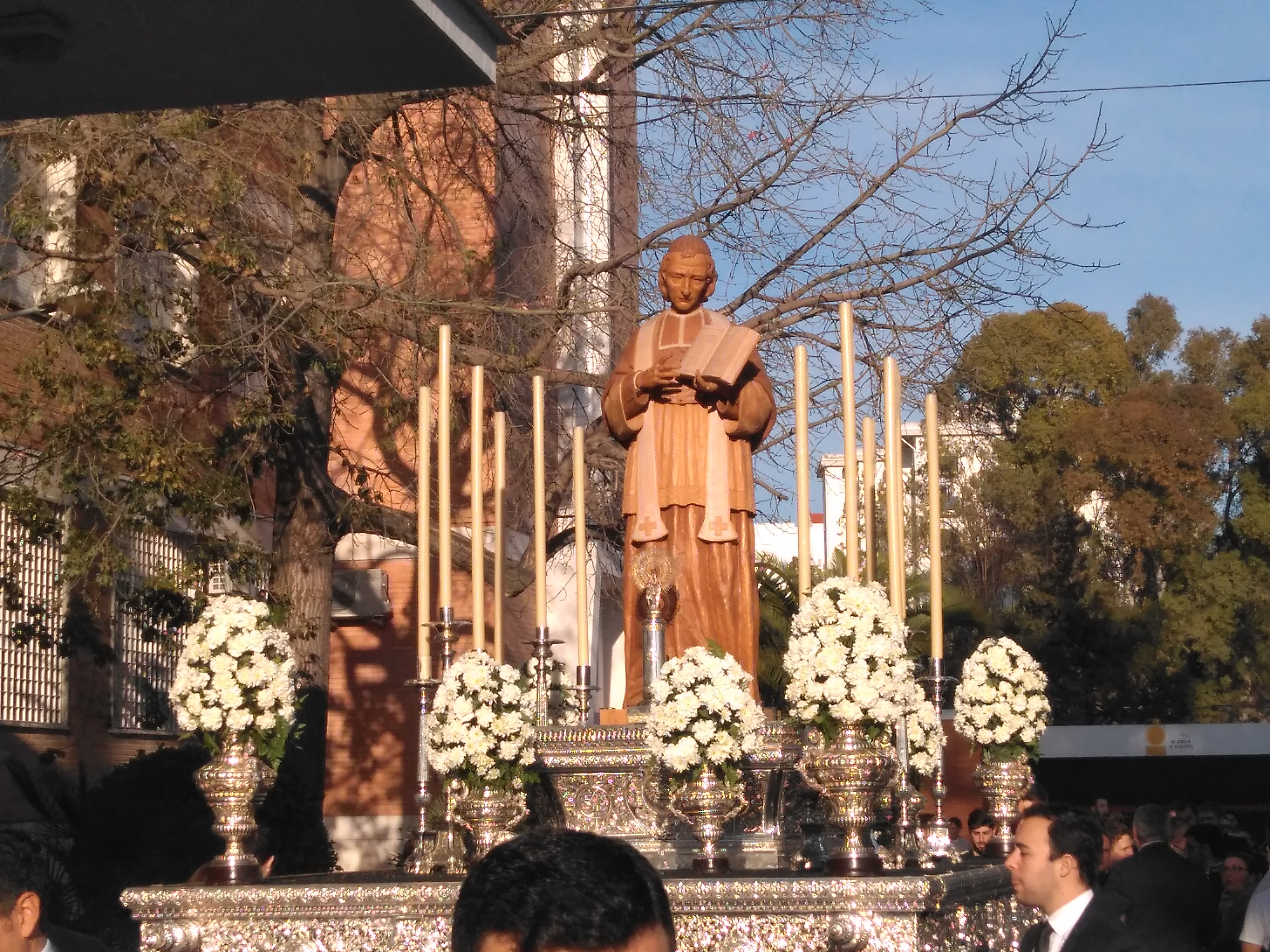
Procesión

Chaminade conoce en 1808 a una joven de 19 años, llamada Adela, hija del barón de Trenquelléon. Ella y su familia también han sufrido la Revolución y han pasado igualmente por el exilio en España y Portugal. Por esas fechas, Adela era responsable de una asociación en la región del castillo natal de Trenquelléon (Feugarolles). Un congregante de Burdeos la pone en contacto con el ambiente de Chaminade y pide pronto que su asociación se adhiera a la Magdalena. Así se convierte en la principal impulsora de la Congregación fuera de Burdeos. Chaminade le escribe el 8 de octubre de 1814 una carta, considerada desde entonces fundamental entre sus textos. Se le suele conocer como "El proyecto": en ella se desvelan los objetivos misioneros de Chaminade al llegar a Francia desde Zaragoza y la importancia concedida al papel de los seglares en la evangelización eclesial. Pero este intercambio epistolar entre Chaminade y Adela sirve para abrir una nueva vía en las fundaciones marianistas: la Vida consagrada y evangelizadora en íntima conexión con el mundo de los laicos. El proyecto misionero de Adela termina por confluir con la propuesta de Guillermo José: el 25 de mayo de 1816, se funda en la ciudad de Agen la primera comunidad de religiosas. Han nacido las Hijas de María.

## Fundación de la Compañía de María

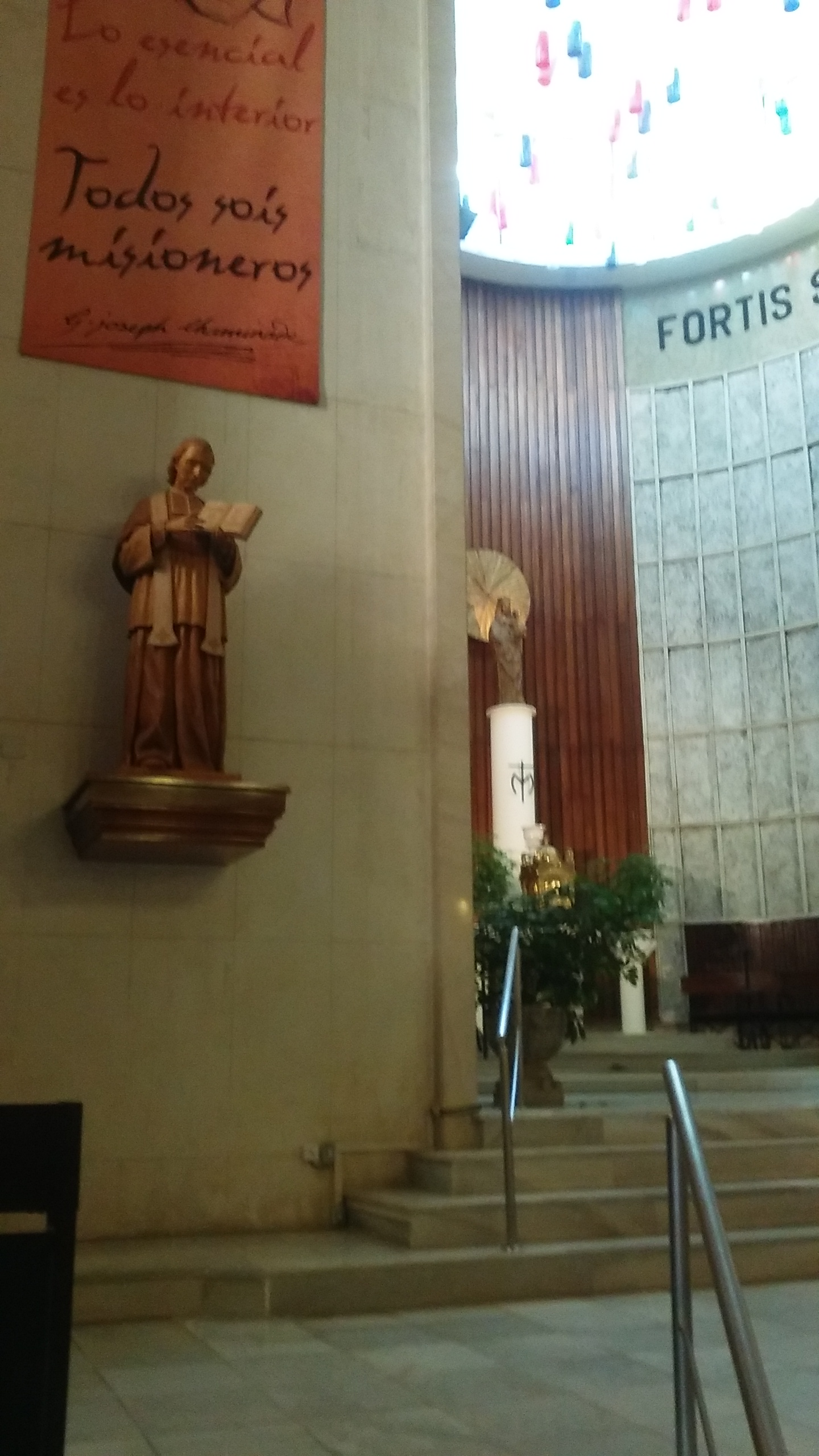
Imagen de Guillermo José

Un año después de las religiosas marianistas, se ponen las bases de la congregación religiosa masculina. Ya en 1814, un pequeño grupo de 15 miembros de la Congregación seglar de la Inmaculada comienza a adoptar una serie de compromisos más exigentes. Chaminade considera a ese grupo selecto  una levadura en la masa de la Congregación seglar, incluso el germen de algo nuevo: una “Vida consagrada dentro del mundo”. Todavía no han nacido en la Iglesia (tardarán dos siglos en nacer) los “Institutos seculares” y ya parecen prefigurarse en ensayos como la “Sociedad de los Quince” de Chaminade. Pero este grupo dará paso a un nuevo concepto de Vida Religiosa postrevolucionaria: un grupo que quiere vivir con toda la intensidad los consejos evangélicos tradicionales y la vida comunitaria, pero con un estilo completamente nuevo, esto es, en igualdad los sacerdotes y los laicos (la que va a ser llamada “composición mixta”, que la Santa Sede tardará en aceptar, y que la Sociedad de María defenderá como gran signo de identidad), sin signos externos (sin hábito), con formas “seculares” de aparecer y ser nombrados, etc. El 2 de octubre de 1817, en la finca de San Lorenzo de Burdeos se constituye oficialmente esta primera comunidad. Ha nacido la Sociedad de María (Societas Mariae o, por sus siglas, S.M.). Aunque nacen con un objetivo en su misión, que es formar en la fe en universalidad de medios, se implican inmediatamente en la educación: primero trabajando en un colegio de la Congregación de la Inmaculada, y enseguida en obras propias, en Burdeos y en el nordeste de Francia. La Compañía va a destacar por su interés y esfuerzos en un programa de renovación pedagógica y didáctica, que influirá en el sistema educativo francés a lo largo de los años. La SM empieza a formar a los maestros de los pueblos, porque piensa que es más eficaz “formar a los formadores” que multiplicar escuelas. Esta obra dará el impulso definitivo a la creación y extensión de las Escuelas Normales o de Magisterio en Francia. Figuras como Juan Bautista Lalanne, primer religioso marianista y destacado pedagogo en la historia de Francia del siglo XIX, son un ejemplo del fuerte compromiso de la Compañía en la renovación de la educación, la introducción de nuevas materias y la creación de una verdadera “comunidad educativa” en los centros.

## Los años críticos y el testamento espiritual
Los años finales de Chaminade estuvieron marcados por grandes dificultades debidas a causas tanto externas como internas a sus fundaciones, y sufrió graves acusaciones de las que más tarde fue rehabilitado. La señal exterior de la crisis en las fundaciones marianistas viene por la Revolución liberal de 1830, que coloca en el trono de Francia al “rey burgués” Luis Felipe I. La Congregación seglar sufre un golpe mortal del que no se repondrá al menos en su proyección externa. Se cierran los noviciados y las escuelas normales. Pero la verdadera pasión y cruz de Chaminade tiene lugar en el interior de sus fundaciones: abandonos, dificultades financieras y críticas hacia él por parte de algunos. Juan Bautista Lalanne, su primer discípulo y uno de los hombres más brillantes como pedagogo e intelectual, mantiene con él divergencias ideológicas sobre cómo conciliar la Revolución y la fe de la Iglesia. Es un choque de caracteres y de sensibilidades (en el fondo, un signo del cambio histórico que se está produciendo): el realismo encarnacionista de Chaminade y el idealismo utópico y liberal de Lalanne. En medio de estas dificultades y a las puertas del tramo final de su dolorosa pasión, entrega su más precioso legado espiritual. Es el año 1839. Envía a las comunidades el texto definitivo de las Constituciones, las tres instrucciones sobre los votos y la circular común a las dos congregaciones religiosas, dándoles cuenta de la aprobación papal. A continuación escribe su gran texto espiritual: la Carta a los predicadores de retiros, verdadera carta magna de la espiritualidad marianista. Era su testamento espiritual. Pero al año siguiente comienza la subida a su monte calvario. 

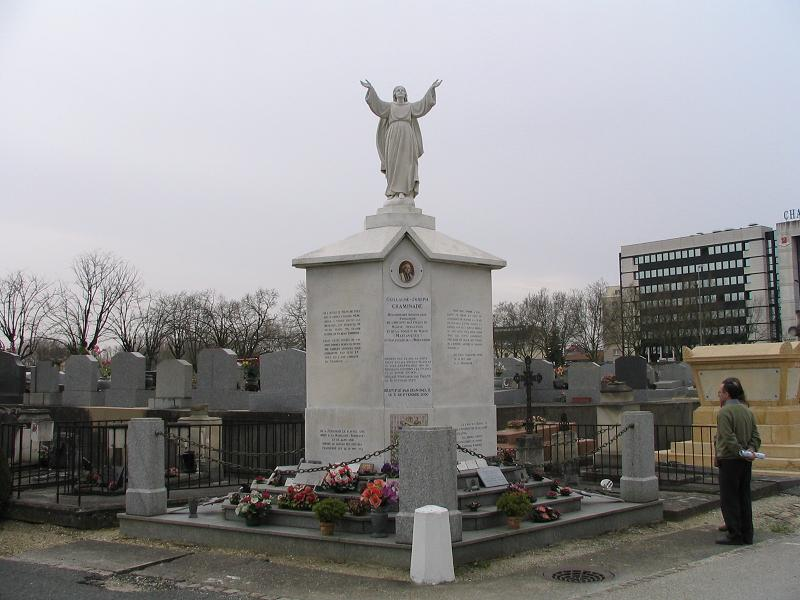
Tumba de Chaminade en la Cartuja, cementerio de Burdeos

Diez años más heroicos que en el periodo inicial de la Revolución de 1789. “Los últimos años del P. Chaminade (1840-50) constituyen la cruz de su vida y también la causa de su beatificación”. Así empieza el estudio histórico con el que el historiador Vicente Vasey ha aclarado definitivamente esta etapa final. En 1840 surge un litigio financiero, que está en la base del progresivo apartamiento de la persona de Chaminade, primero del propio Consejo general, y luego de la más mínima influencia del fundador en sus obras. Se le prohíbe su trabajo y orientaciones en el seno de sus fundaciones. Pero es un hombre de fe, y aunque no se calla en lo que considera un deber pronunciarse (su Epistolario de esos años es un testimonio elocuente), se somete al nuevo Consejo General. El 22 de enero de 1850, muere en su casa de Burdeos, junto a la Magdalena, origen de sus fundaciones. El Padre Chaminade esá enterrado en el Cementerio de la Cartuja (Burdeos), donde todavía se visita su tumba, coronada por una estatua de la Virgen María. Las reliquias también se conservan y se veneran en el lugar de fundación de la congregación, en la Capilla de la Magdalena.

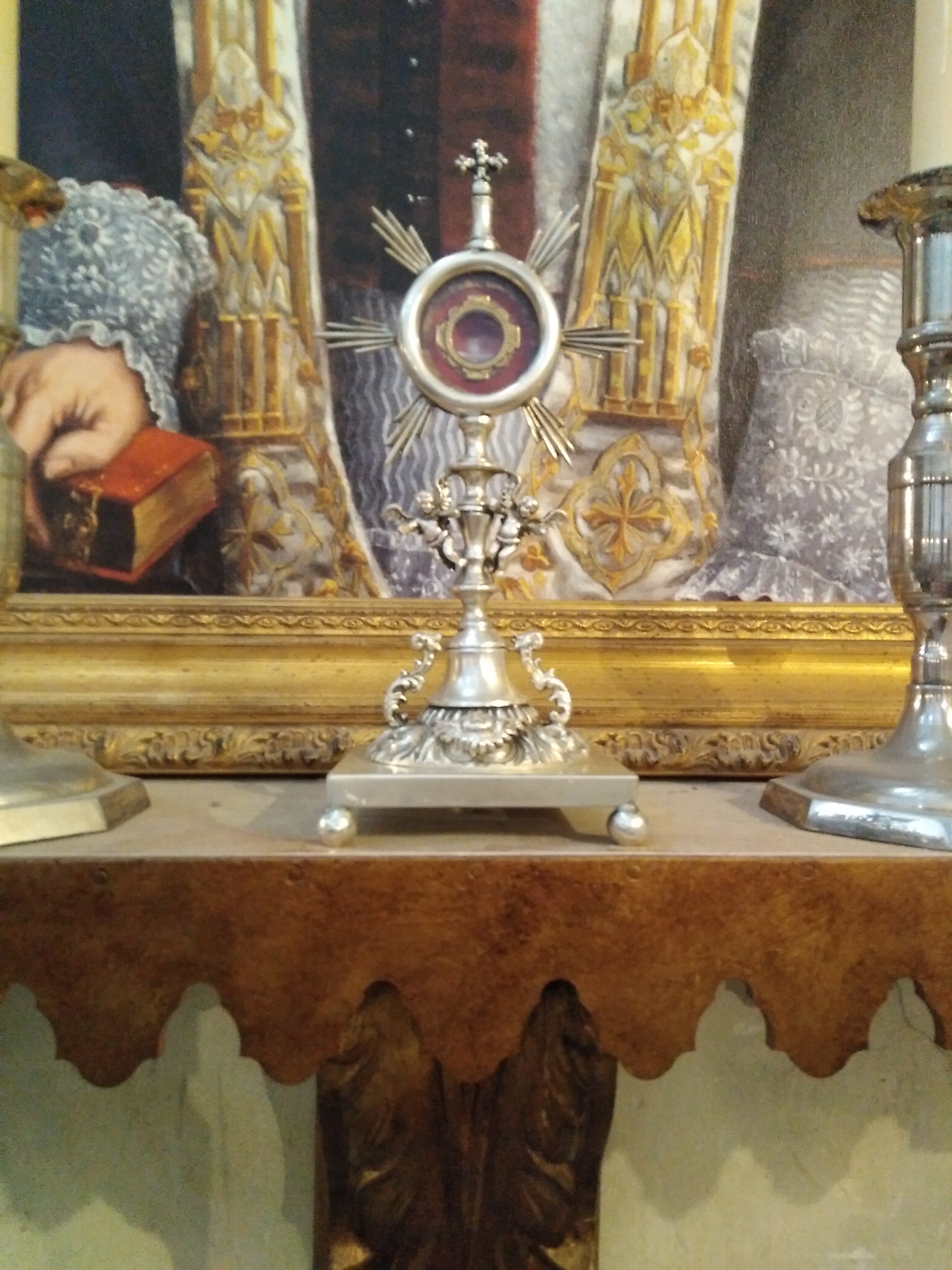
Reliquia ex ossibus en la Iglesia de San Juan de los Caballeros

La historiografía marianista tardó en esclarecer todos los años difíciles. José Simler, cuarto superior general, en la primera biografía que se escribe sobre Chaminade (1901) comienza la rehabilitación de su figura. Pero su causa, que se introduce en Roma en 1918, no se acelera hasta que Vasey publica el estudio decisivo Los últimos años del P. Chaminade (1969). Este definitivo y exhaustivo estudio histórico, pedido por la Santa Sede para esclarecer la verdad, desemboca primero en la “declaración de heroicidad de virtudes” (1973) y más tarde en la beatificación por Juan Pablo II (3 de septiembre de 2000).